# 고틀로프 프레게
프리드리히 루트비히 고틀로프 프레게(독일어: Friedrich Ludwig Gottlob Frege [ˈɡɔtloːp ˈfreːɡə], 1848년 11월 8일 ~ 1925년 7월 26일)는 독일의 수리논리학자이자 철학자이다. 예나 대학교에서 수학 교수를 지내며 수리철학, 언어철학과 논리철학에 집중하여 분석철학의 기초를 마련하였다.
《개념표기법》(Begriffsschrift)을 통한 현대 논리학에 대한 기여로 알려져 있으며, 마이클 더밋은 그의 논리주의 프로그램의 텍스트인 《산수의 기초》(Die Grundlagen der Arithmetik)를 언어적 전회의 중요한 지점으로 인용하였다. 또한 철학 논문인 〈뜻과 지시체에 대하여〉, 〈사고: 논리적 탐구〉로도 알려져 있다.

## 생애
1848년 11월 8일에, 당시 공식적으로 스웨덴-노르웨이 제국에 속해 있었지만 독일 통치 아래 있던 도시 비스마르(독일어: Wismar)에서 태어났다. 비스마르의 김나지움을 1869년에 졸업하였고, 김나지움의 교사 구스타프 아돌프 레오 작세(독일어: Gustav Adolf Leo Sachse)는 프레게의 수학적 재능을 알아보고 예나 대학교에 입학할 것을 권고하였다.
프레게는 1869년에 예나 대학교에 입학하여 4학기를 공부하였고, 1871년에 괴팅겐 대학교로 전학하여 1873년 12월에 사영기하학에 대한 논문으로 박사 학위를 수여받았다. 1874년에 예나 대학교에서 하빌리타치온을 마치고, 예나에서 수학 개인 강사로 일했다. 1887년 3월 14일에 마르가레테 카타리나 소피아 아나 리제베르크(독일어: Margarete Katharina Sophia Anna Lieseberg, 1856년 2월 15일 ~ 1904년 6월 25일)와 결혼하였다.
1879년에 예나 대학교의 조교수(독일어: Ausserordentlicher Professor)로 임용되었다. 1879년에 《개념 표기법: 순수 사고의 산술적 형식 언어의 모형》(독일어: Begriffsschrift, eine der arithmetischen nachgebildete Formelsprache des reinen Denkens)을 출판하였고, 이 책에서 술어 논리를 최초로 도입하였다. 1884년에는 《산술의 기초: 수의 개념의 수리논리학적 탐구》(독일어: Die Grundlagen der Arithmetik: eine logisch-mathematische Untersuchung über den Begriff der Zahl)를 출판하여 수의 개념의 심리주의적 정의를 비판하였다.
1893년에 《개념 표기법으로부터 유도된 산술의 기본 법칙》(독일어: Grundgesetze der Arithmetik, begriffsschriftlich abgeleitet) 1권을 출판하였고, 1896년에 예나 대학교의 정교수(독일어: Ordentlicher Honorarprofessor)로 승진하였다. 1903년에 《산술의 기본 법칙》2권을 출판하였다.
1917년 또는 1918년에 예나 대학교에서 은퇴하였다. 이후 발견된 1920년대의 일기에 그는 반유대주의와 파시즘 성향의 글을 썼다. 1925년 7월 26일에 메클렌부르크포어포메른주의 작은 마을 바트클라이넨(독일어: Bad Kleinen)에서 사망하였다.

## 업적

### 《개념 표기법》

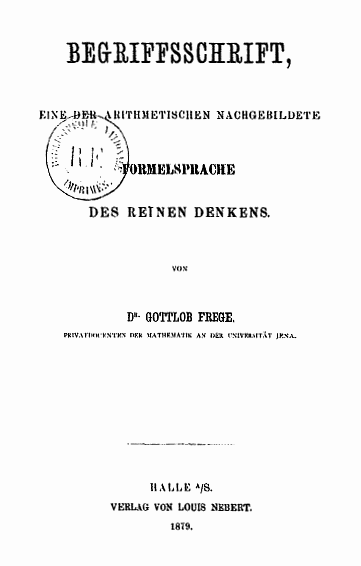
《개념 표기법》 표지

1879년에 출판된 책 《개념 표기법: 순수 사고의 산술적 형식 언어의 모형》(독일어: Begriffsschrift, eine der arithmetischen nachgebildete Formelsprache des reinen Denkens)에서 프레게는 기존에 알려진 명제 논리를 술어 논리로 확장하였고, 명제 논리와 술어 논리를 표현하는 형식적 언어를 고안하였다. 프레게의 표기법은 다음과 같다.
| 개념      | 《개념 표기법》 표기      | 현대 표기                            |
| --------- | ------------------------- | ------------------------------------ |
| 부정      |                           | {\displaystyle \lnot A}              |
| 함의      |                           | {\displaystyle B\implies A}          |
| 전칭 기호 |                           | {\displaystyle \forall x\colon F(x)} |
| 존재 기호 |                           | {\displaystyle \exists x\colon F(x)} |
| 동치      | {\displaystyle A\equiv B} | {\displaystyle A\iff B}              |

버트런드 러셀의 기술 이론(theory of description)과 버트런드 러셀과 앨프리드 노스 화이트헤드의 《수학 원리》의 중요한 핵심이 되는 양화(quantification)가 바로 술어논리를 표현하기 위하여 고안한 프레게의 개념이다. 그의 업적은 당시에는 거의 인정받지 않았으나, 그의 생각에 영향을 받은 주세페 페아노, 버트런드 러셀 등에 의해 세상에 알려지기 시작했다. 루트비히 비트겐슈타인과 에드문트 후설도 프레게의 영향을 받았다.

### 《산술의 기본 법칙》
프레게는 수학이 논리학으로 귀결될 수 있다는 논리주의의 초기 주창자 중에 하나였다. 프레게는 1884년에 출판된 《산술의 기초: 수의 개념의 수리논리학적 탐구》(독일어: Die Grundlagen der Arithmetik: eine logisch-mathematische Untersuchung über den Begriff der Zahl)에서 기존의 심리주의적 수의 개념을 비판하였고, 수의 개념이 종합적(synthetic) 개념이 아니라 해석적(analytic) 개념이라고 주장하였다.
《개념 표기법으로부터 유도된 산술의 기본 법칙》(독일어: Grundgesetze der Arithmetik, begriffsschriftlich abgeleitet, 1권 1893년, 2권 1903년)에서 프레게는 논리학으로부터 산술을 유도하려고 시도하였다. 1판이 출판된 뒤 버트런드 러셀은 프레게의 공리계가 러셀의 역설을 함의한다는 것을 지적하였다. 프레게는 이미 완성된 2권에 이 역설이 존재한다는 사실을 실토하는 부록을 추가하였다.

### 언어철학
프레게는 언어철학에 중요한 기여를 하였고, 특히 고유명사의 뜻과 지시체(독일어: Sinn und Bedeutung) 사이의 차이에 관해 논의하였다.

## 주요 저서
- 《Begriffsschrift, eine der arithmetischen nachgebildete Formelsprache des reinen Denkens》 (독일어). Halle: Louis Nebert. 1879. JFM 11.0048.02.
  - 《개념 표기법: 순수 사고의 산술적 형식 언어의 모형》
- 《Die Grundlagen der Arithmetik: eine logisch-mathematische Untersuchung über den Begriff der Zahl》 (독일어). Breslau. 1884.
  - 《산술의 기초: 수의 개념의 수리논리학적 탐구》
- 《Funktion und Begriff》. 《Vortrag, gehalten in der Sitzung vom 9. Januar 1891 der Jenaischen Gesellschaft für Medizin und Naturwissenschaft, Jena, 1891》 (독일어). 1891. JFM 23.0053.01.
  - 〈함수와 개념〉
- “Über Sinn und Bedeutung”. 《Zeitschrift für Philosophie und philosophische Kritik》 (독일어) 100: 25-50. 1892.
  - 〈뜻과 지시체에 관하여〉
- “Über Begriff und Gegenstand”. 《Vierteljahresschrift für wissenschaftliche Philosophie》 (독일어) 16: 192-205. 1892.
  - 〈개념과 대상에 관하여〉
- 《Grundgesetze der Arithmetik, begriffsschriftlich abgeleitet, Band I》 (독일어). Jena: Verlag Hermann Pohle. 1893. JFM 25.0101.02.
- 《Grundgesetze der Arithmetik, begriffsschriftlich abgeleitet, Band II》 (독일어). Jena: Verlag Hermann Pohle. 1903. JFM 34.0071.05.
  - 《개념 표기법으로부터 유도된 산술의 기본 법칙》 (총 2권)
- “Über die Grundlagen der Geometrie”. 《Jahresbericht der deutschen Mathematiker-Vereinigung》 (독일어) 12: 368–375. 1903. JFM 34.0525.02.
  - 〈기하학의 기초에 관하여〉
- S. Meyer, 편집. (1904). 〈Was ist eine Funktion?〉. 《Festschrift Ludwig Boltzmann gewidmet zum sechzigsten Geburtstage, 20. Feb. 1904》 (독일어). Leipzig. 656–666쪽. JFM 35.0977.01.
  - 〈함수란 무엇인가?〉
- “Der Gedanke. Eine logische Untersuchung”. 《Beiträge zur Philosophie des deutschen Idealismus》 (독일어) 1: 58-77. 1918.
  - 〈사고: 논리적 연구〉
- “Die Verneinung”. 《Beiträge zur Philosophie des deutschen Idealismus》 (독일어) 1: 143-157. 1918.
  - 〈부정〉
- “Gedankengefüge”. 《Beiträge zur Philosophie des deutschen Idealismus》 (독일어) 3: 36–51. 1923.
  - 〈복합 사고〉

마지막 3편의 논문은 합쳐 《논리 연구》(독일어: Logische Untersuchungen)라는 제목으로 출판한 계획이었으나, 프레게 생전에 출판되지 않았다.

## 참고 문헌
- 프레게 『산수의 기초』 / 최훈[깨진 링크(과거 내용 찾기)] pdf
- 케니, 안토니 (2002). 《프레게: 현대 분석철학의 창시자에 대한 소개》. 최원배 역. 서광사.
  - Kenny, Anthony (1995). 《Frege: an introduction to the founder of modern analytic philosophy》 (영어). Penguin Books.
- Baker, Gordon; P.M.S. Hacker (1984). 《Frege: logical excavations》 (영어). Oxford University Press.
- Currie, Gregory (1982). 《Frege: an introduction to his philosophy》 (영어). Harvester Press.
- Dummett, Michael (1993년 1월). 《Frege: philosophy of language》 (영어) 2판. Harvard University Press. ISBN 978-067431931-8.
- Dummett, Michael (1981). 《The interpretation of Frege’s philosophy》 (영어). Harvard University Press.
- Dummett, Michael (1995). 《Frege: philosophy of mathematics》 (영어). Harvard University Press. ISBN 9780674319363. 2015년 9월 24일에 원본 문서에서 보존된 문서. 2014년 11월 24일에 확인함.
- Heck, Richard G., Jr. (2011년 12월 15일). 《Frege’s theorem》 (영어). Oxford University Press. ISBN 978-019969564-5.
- Rosado Haddock, Guillermo E. (2006). 《A critical introduction to the philosophy of Gottlob Frege》 (영어). Ashgate Publishing.
- Sluga, Hans (1980). 《Gottlob Frege》 (영어). Routledge.
- Weiner, Joan (1990). 《Frege in perspective》 (영어). Cornell University Press.